# Адекойя, Кеми
Олувакеми «Кеми» Муджидат Адекойя (англ. Oluwakemi «Kemi» Mujidat Adekoya; араб. كيمي أديكويا‎; род. 16 января 1993, Лагос, Нигерия) — бахрейнская легкоатлетка, специализирующаяся в беге на 400 метров и 400 метров с барьерами. Чемпионка мира в помещении 2016 года в беге на 400 метров. Пятикратная победительница Азиатских игр. Трёхкратная чемпионка Азии. Участница летних Олимпийских игр 2016 года.

## Биография
Начала заниматься лёгкой атлетикой в начальной школе в родном Лагосе. Наиболее ярко её талант проявился в беге на 400 метров и 400 метров с барьерами. Первые успехи на национальных соревнованиях пришли в 2012 году, тогда же она была в заявке сборной Нигерии на юниорском чемпионате мира, но не вышла на старт.
В 2013 году на этапах нигерийского Гран-при установила личные рекорды в гладком и барьерном беге на 400 метров — 52,57 и 55,30 соответственно. Она считалась одним из претендентов на попадание в сборную на чемпионат мира, однако не явилась на национальный отбор, сославшись на экзамены в университете, а затем и вовсе перестала выходить на связь с представителями национальной федерации.
В мае 2014 года Адекойя одержала победу на первом этапе Бриллиантовой лиги в Дохе, выступая уже под флагом Бахрейна. На дистанции 400 метров с барьерами она установила новый личный и национальный рекорд 54,59. О смене гражданства спортсменкой нигерийская сторона узнала постфактум и попыталась оспорить это решение после соревнований. Однако поскольку Адекойя никогда не выступала за Нигерию на международных стартах, ИААФ не нашла нарушения в её выступлении за другую страну.
Первые победы для Бахрейна ей удалось добыть на Азиатских играх 2014 года, где она стала лучшей в беге на 400 метров и 400 метров с барьерами.
Летом 2015 года на этапе Бриллиантовой лиги в Париже установила личный рекорд в барьерном беге, 54,12. Считалась одной из претенденток на медаль на чемпионате мира, но в предварительном забеге уже на первом барьере споткнулась и потеряла шансы на проход в полуфинал.
На чемпионате мира в помещении 2016 года установила новый рекорд Азии (51,45), который позволил ей выиграть золотую медаль в беге на 400 метров.
Участвовала в Олимпийских играх в Рио-де-Жанейро: несмотря на небольшую травму ноги, в забеге на 400 метров установила личный рекорд 50,72, а затем остановилась в 0,13 секунды от выхода в финал, показав 9-е время в полуфинале.

## Основные результаты
| Год  | Турнир                     | Место проведения         | Дисциплина       | Место     | Результат |
| ---- | -------------------------- | ------------------------ | ---------------- | --------- | --------- |
| 2014 | Континентальный кубок      | Марракеш, Марокко        | 400 м с/б        | 3-е       | 54,70     |
| 2014 | Азиатские игры             | Инчхон, Южная Корея      | 400 м            | 1-е       | 51,59     |
| 2014 | Азиатские игры             | Инчхон, Южная Корея      | 400 м с/б        | 1-е       | 55,77     |
| 2015 | Чемпионат Азии             | Ухань, Китай             | 400 м с/б        | 1-е       | 54,31     |
| 2015 | Чемпионат мира             | Пекин, Китай             | 400 м с/б        | — (заб.)  | DQ        |
| 2016 | Чемпионат Азии в помещении | Доха, Катар              | 400 м            | 1-е       | 51,67     |
| 2016 | Чемпионат Азии в помещении | Доха, Катар              | эстафета 4×400 м | 1-е       | 3.35,07   |
| 2016 | Чемпионат мира в помещении | Портленд, США            | 400 м            | 1-е       | 51,45     |
| 2016 | Олимпийские игры           | Рио-де-Жанейро, Бразилия | 400 м            | 9-е (1/2) | 50,88     |